# Ciprus az 1980. évi nyári olimpiai játékokon
Ciprus a szovjetunióbeli Moszkvában megrendezett 1980. évi nyári olimpiai játékok egyik részt vevő nemzete volt. Az országot az olimpián 3 sportágban 14 sportoló képviselte, akik érmet nem szereztek. Ciprus első alkalommal vett részt a nyári olimpiai játékokon.

## Cselgáncs
| Versenyző                   | Versenyszám  | Csoport | 32-es főtábla                    | Nyolcaddöntő               | Negyeddöntő                  | Elődöntő          | Vigaszág negyeddöntő | Vigaszág elődöntő | Bronz- mérkőzés   | Döntő             | Helyezés |
| Versenyző                   | Versenyszám  | Csoport | Ellenfél Eredmény                | Ellenfél Eredmény          | Ellenfél Eredmény            | Ellenfél Eredmény | Ellenfél Eredmény    | Ellenfél Eredmény | Ellenfél Eredmény | Ellenfél Eredmény | Helyezés |
| --------------------------- | ------------ | ------- | -------------------------------- | -------------------------- | ---------------------------- | ----------------- | -------------------- | ----------------- | ----------------- | ----------------- | -------- |
| Szpírosz Szpíru             | Légsúly      | A       | Mamodaly Ashikhoussen (MAD) · GY | John Holliday (GBR) · V    | kiesett                      | kiesett           |                      |                   |                   |                   | 13.      |
| Konsztandínosz Konsztandínu | Harmatsúly   | A       | Sylvain Rabary (MAD) · V         | kiesett                    | kiesett                      | kiesett           |                      |                   |                   |                   | 19.      |
| Neófitosz Arészti           | Könnyűsúly   | B       | Ronny Nilsson (SWE) · V          | kiesett                    | kiesett                      | kiesett           |                      |                   |                   |                   | 19.      |
| Kósztasz Papakósztasz       | Középsúly    | A       | erőnyerő                         | Milton Estrella (ECU) · GY | Jürg Röthlisberger (SUI) · V | kiesett           |                      |                   |                   |                   | 10.      |
| Paníkosz Evripídu           | Félnehézsúly | A       | Bjarni Friðriksson (ISL) · V     | kiesett                    | kiesett                      | kiesett           |                      |                   |                   |                   | 19.      |

## Úszás
Férfi
| Versenyző        | Versenyszám    | Előfutam | Előfutam | Előfutam | Elődöntő | Elődöntő | Elődöntő | Döntő   | Döntő    |
| Versenyző        | Versenyszám    | Idő      | Hely.    | Össz.    | Idő      | Hely.    | Össz.    | Idő     | Helyezés |
| ---------------- | -------------- | -------- | -------- | -------- | -------- | -------- | -------- | ------- | -------- |
| Lákisz Filaktú   | 100 m gyors    | 57,41    | 7.       | 33.      | kiesett  | kiesett  | kiesett  | kiesett | kiesett  |
| Lákisz Filaktú   | 100 m hát      | 1:08,92  | 7.       | 31.      | kiesett  | kiesett  | kiesett  | kiesett | kiesett  |
| Línosz Petrídisz | 100 m pillangó | 1:06,61  | 7.       | 32.      | kiesett  | kiesett  | kiesett  | kiesett | kiesett  |

Női
| Versenyző         | Versenyszám | Előfutam | Előfutam | Előfutam | Döntő   | Döntő    |
| Versenyző         | Versenyszám | Idő      | Hely.    | Össz.    | Idő     | Helyezés |
| ----------------- | ----------- | -------- | -------- | -------- | ------- | -------- |
| Ólga Loízu        | 100 m gyors | 1:06,50  | 7.       | 24.      | kiesett | kiesett  |
| Anambél Drusziótu | 100 m hát   | 1:15,85  | 7.       | 23.      | kiesett | kiesett  |

## Vitorlázás
Nyílt
| Versenyző                                    | Versenyszám     | Futam | Futam   | Futam | Futam | Futam    | Futam | Futam | Pontszám | Helyezés |
| Versenyző                                    | Versenyszám     | 1     | 2       | 3     | 4     | 5        | 6     | 7     | Pontszám | Helyezés |
| -------------------------------------------- | --------------- | ----- | ------- | ----- | ----- | -------- | ----- | ----- | -------- | -------- |
| Paníkosz Rimísz                              | Finn dingi      | 17,0  | (28,0*) | 26,0  | 26,0  | (28,0**) | 26,0  | 24,0  | 147,0    | 21.      |
| Dimítriosz Dimitríu Panajótisz Nikoláu       | 470-es osztály  | 19,0  | (20,0)  | 20,0  | 20,0  | 19,0     | 19,0  | 20,0  | 117,0    | 14.      |
| Dimítriosz Karapatákisz Máriosz Karapatákisz | Repülő hollandi | 20,0  | (22,0)  | 21,0  | 20,0  | 21,0     | 21,0  | 20,0  | 123,0    | 15.      |

* - nem indult

** - nem ért célba